# Acanthina punctulata
Acanthina punctulata là loài ốc biển trong họ Muricidae.

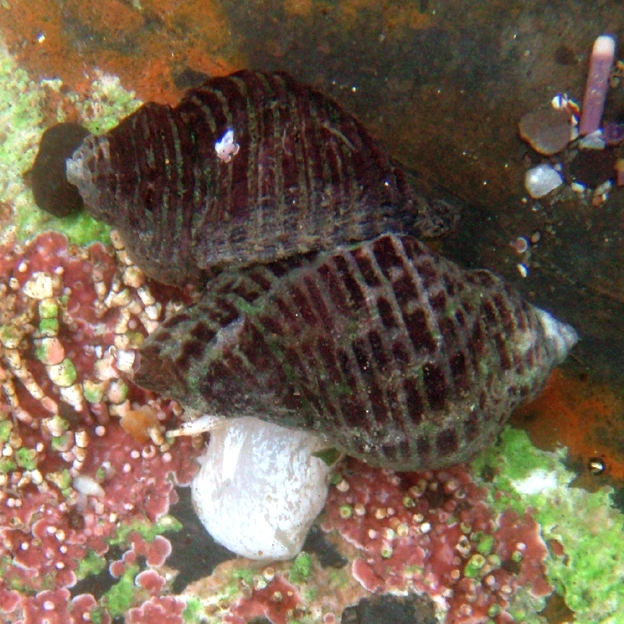
Một cặp Acanthina punctulata ở California đang giao cấu.

## Phân bố
Loài này phân bố từ Monterey, California đến miền bắc Baja California, México.